# Буланов, Гавриил Алексеевич
Гаврии́л Алексе́евич Була́нов (7 апреля 1897 года, д. Желанья, Смоленская губерния, Российская империя —  16 апреля 1977 года, Ленинград) — советский военачальник, полковник (1938).

## Биография
Родился 7 апреля 1897 года в деревне Желанья, ныне в Угранском районе Смоленской области.  Русский. До призыва в армию  работал молотобойцем и подручным слесаря на бывшем заводе Гужон в Москве.

#### Первая мировая война и революция
В  январе 1915 года был мобилизован на военную службу и зачислен в 195-й запасной пехотный полк в городе Павловский Посад Московской губернии. В 1916 года там же окончил учебную команду, произведен в младшие унтер-офицеры и в июле направлен на Западный фронт, где воевал в составе 2-й отдельной Сибирской телеграфной дивизии. Кавалер  четырёх Георгиевских Крестов первой и второй степени. В марте 1918 года демобилизован в чине старшего унтер-офицера.

#### Гражданская война
В марте 1918 года, по прибытии с фронта, в город Брянск вступил в красногвардейский отряд Ремнева. В мае заболел и до сентября находился на лечении, затем служил рядовым бойцом в Юхновском ЧК Смоленской губернии. С января 1919 года командовал взводом и ротой в 28-м отдельном батальоне Западного фронта. Участвовал в боях на направлении Вильно — Подброзе, затем в ликвидации вооруженных отрядов Кышбарона и других в Демидовском уезде, позже в подавлении антисоветского восстания Стрекопытова под Гомелем. В августе — декабре 1920 года в составе 19-й стрелковой дивизии батальон сражался с белополяками в районах м. Мир, Городище и других. В начале 1921 года командиром роты этого батальона вел борьбу с вооруженными отрядами С. Н. Булак-Балаховича в Черниговской губернии, затем командиром роты 164-го стрелкового полка участвовал в ликвидации банды Струка в Овручском уезде, а с мая будучи врид командира 1-го батальона 396-го пластунского полка боролся с дезертирством и бандитизмом.

#### Межвоенные годы
С мая 1921 года служил командиром роты в 131-м Таращанском стрелковом полку 44-й Краснознаменной стрелковая дивизии в городе Житомир. С ноября 1924 года по сентябрь 1925 года проходил подготовку на повторных курсах комсостава при Харьковской школе червонных старшин. Член ВКП(б) с 1925 года. После возвращения в полк служил начальником полковой школы, командиром батальона и начальником команды одногодичников. С ноября 1928 года по октябрь 1929 года находился на курсах «Выстрел». Затем был назначен в 19-й стрелковый Нежинский полк 7-й Черниговской стрелковой дивизии и проходил в нем службу начальником полковой школы, начальником штаба и помощником командира полка по строевой части. В августе 1932 года назначен командиром и комиссаром 284-го стрелкового полка 95-й Молдавской стрелковой дивизии УВО в городе Котовск. В феврале 1935 года зачислен в резерв РККА и откомандирован в систему Осоавиахима СССР, где занимал должности начальника отдела боевой подготовки Восточно-Сибирского краевого, а с ноября — Свердловского областного советов Осоавиахима. С ноября 1937 года по февраль 1938 года находился в Военной академии РККА им. М. В. Фрунзе. После завершения обучения занимал должность начальника отдела боевой полготовки Центрального совета Осоавиахима Белорусской ССР в городе Минск, с ноября 1938 года — в Рязанском областном совете Осоавиахима. 31 января 1940 года был назначен руководителем тактики Камышловского пехотного училища, с марта 1941 года исполнял должность заместителя начальника этого училища.

#### Великая Отечественная война
В августе 1941 года полковник  Буланов   назначается начальником Куйбышевского пехотного училища, а с сентября — начальником Таллинского пехотного училища в СибВО. С 25 февраля 1943 года был зачислен в распоряжение ГУК НКО.
В июне 1943 года назначен заместитель командира 65-й гвардейской стрелковой дивизии 10-й гвардейской армии Западного фронта. 22 июля дивизия была передислоцирована в район южнее Вязьмы на реки Угра и с 7 августа участвовала в Смоленской наступательной операции. В ходе ее с 9 августа 1943 года  Буланов допущен к командованию 88-й стрелковой дивизией, входившей состав 45-го стрелкового корпуса 31-й армии. В ходе Смоленской операции она вела наступление в направлении городов Сафоново и Ярцево. 3 октября  Буланов был ранен и находился на лечении в госпитале.
30 декабря 1943 года после выздоровления назначен командиром 97-й стрелковой дивизии. В составе 33-й и 5-й армий Западного фронта участвовал с ней в освобождении Белоруссии (с 23 апреля вместе с 5-й армией входила в состав 3-го Белорусского фронта). 15 мая 1944 года был отстранен от командования и назначен заместителем командира 62-й стрелковой ордена Трудового Красного Знамени. С 24 июня ее части в составе 31-й армии участвовали в Белорусской, Витебско-Оршанской, Вильнюсской и Каунасской наступательных операциях. 2 июля они форсировали реку Березина и содействовали правофланговым соединениям армии в освобождении город Борисов. Приказом ВГК от 10	июля 1944 года дивизии было присвоено почетное наименование «Борисовская». Продолжая наступление, она к 15 июля вышла к реке Неман в районе Друскининкай, на следующий день форсировала ее и захватила плацдарм. 29 июля, обнаружив отход противника, дивизия вновь перешла в наступление, которое продолжалось до 11 августа. Указом ПВС СССР от 12 августа 1944 года за эти бои она была награждена орденом Красного Знамени. С 24 августа по 14 сентября 1944 года он временно командовал 352-й стрелковой Оршанской Краснознаменной дивизией, находившейся в это время в обороне в районе Сувалки. С возвращением прежнего командира приступил к исполнению прежней должности зам. командира 62-й стрелковой
дивизии. 30 декабря он был переведен заместителя командира 220-й стрелковой Оршанской Краснознаменной дивизии. С 31 января 1945 года принял командование 54-й стрелковой дивизией и в составе 71-го стрелкового корпуса участвовал с ней в Восточно-Прусской наступательной операции, в уничтожении окруженной группировки врага в районе города Хайлигенбайль. Участник Пражской наступательной операции 6 - 11 мая 1945 года.
За время войны комдив Буланов был четыре раза персонально упомянут в благодарственных в приказах Верховного Главнокомандующего.

#### Послевоенное время
После войны с 28 июня 1945 года, после расформирования дивизии, состоял в распоряжении Военного совета 31-й армии ЦГВ, затем ГУК НКО. В сентябре был назначен начальником отдела вузов штаба ПрикВО. 29 июля 1946 года гвардии полковник Буланов уволен в запас.
Скончался в Ленинграде 16 апреля 1977 г. Похоронен в городе Павловске.

## Награды
СССР
- орден Ленина (21.02.1945)[5][6]
- три ордена Красного Знамени (10.07.1944[7],  03.11.1944[6][8],  02.03.1945[9])
- орден Отечественной войны I степени (08.11.1944)[10]
  - медали в том числе:
  - «XX лет Рабоче-Крестьянской Красной Армии» (1938)[7].
  - «За оборону Москвы» (31.12.1944)[11]
  - «За победу над Германией в Великой Отечественной войне 1941—1945 гг.» (1945)

Приказы (благодарности) Верховного Главнокомандующего в которых отмечен Г. А. Буланов.
- За овладение штурмом городами Хайльсберг и Фридланд – важными узлами коммуникаций и сильными опорными пунктами обороны немцев в центральных районах Восточной Пруссии. 31 января 1945 года. № 267.
- За овладение  с боем  городами Ландсберг и Бартенштайн – крупными узлами коммуникаций и сильными опорными пунктами обороны немцев в центральных районах Восточной Пруссии. 4 февраля 1945 года. № 269.
- За овладение городом Хайлигенбайль — последним опорным пунктом обороны немцев на побережье залива Фриш-Гаф, юго-западнее Кёнигсберга. 25 марта 1945 года. № 309.
- За завершение ликвидации окружённой восточно-прусской группы немецких войск юго-западнее Кёнигсберга. 29 марта 1945 года. № 317.

Других государств
- Чехословацкий Военный крест (ЧССР)